# Równina Baranowicka
Równina Baranowicka (biał. Баранавіцкая раўніна; 843.42) - równina na Białorusi, na północy obwodu brzeskiego i południu obwodu grodzieńskiego. Rozciągłość z zachodu na wschód 90 km, z północy na południe 60 km. Wysokość średnia 180–190 m n.p.m., maksymalna 218 m (koło wsi Kaniuchi w rejonie lachowickim). Powierzchnia 2 200 km². 
Rzeźba wygładzona, uformowana przez wody lodowca. Na północnym wschodzie znajduje się niecka jeziorno-lodowcowa z jeziorem Kołdyczowskim, z którego wypływa rzeka Szczara. Lasy pokrywają 31% terytorium. W centralnej części znajdują się dwa duże masywy lasów sosnowych i liściastych. Na równinie znajduje się państwowe rezerwaty przyrody: Baranowicki i Słonimski.

## Literatura
- Туристская энциклопедия Беларуси. — Мн. : БелЭн, 2007. — 648 с. — ISBN 978-985-11-0384-9 (biał.)